# 高槻市立南大冠小学校
高槻市立南大冠小学校（たかつきしりつ みなみおおかんむりしょうがっこう）は、大阪府高槻市にある公立小学校。

## 沿革
- 1968年4月　高槻市立高槻小学校より分離開校
- 同12月　体育館完成
- 1969年7月　プール完成
- 1973年4月　高槻市立冠小学校を分離
- 1975年4月　高槻市立竹の内小学校を分離

## 通学区域
- 高槻市 大塚町1～3丁目、深沢町1・2丁目、深沢本町

卒業生は基本的に高槻市立冠中学校へ進学する。

## 交通アクセス
- 阪急京都線 高槻市駅下車、高槻市営バス北大塚行き終点もしくは京阪バス枚方市駅行きで、北大塚停留所下車